# Vol Lufthansa 592
Le vol Lufthansa 592 (code AITA : LH592) était un vol passager international régulier reliant Franckfort-sur-le-Main, en Allemagne, et Addis-Abeba, en Éthiopie, qui a été détourné le 11 février 1993. L'Airbus A310-300, géré par Lufthansa, a été détourné par Nebiu Demeke, un Éthiopien qui a forcé le pilote à atterrir sur l'aéroport international de New York-John F. Kennedy. L'avion a bien atterri, et le tireur s'est rendu pacifiquement et sans incident. Il a été accusé de piraterie aérienne dans la cour de district des États-Unis, et a été condamné à 20 ans de prison.

## Le vol
Le vol 592 était un vol international géré par Deutsche Lufthansa AG entre l'aéroport de Francfort-Rhein/Main, Francfort-sur-le-Main, Allemagne, et l'aéroport international de Bole, Addis-Abeba, Éthiopie, avec une escale intermediate à l'aéroport international du Caire, Le Caire, Égypte. L'avion était un Airbus A310-300, registration D-AIDM, qu'avait été en service depuis le 30 août 1991. Le vol transportait 94 passagers et 10 membres d'équipage.

## Pirate de l'air
Nebiu Zewolde Demeke est né le 24 septembre 1972 en Égypte. Son père, un économiste, était un prisonnier politique en Éthiopie, et la famille Demeke déménagé au Maroc après son arrestation pour échapper aux persécutions. Nebiu Demekea a étudié à l'école américaine de Tanger, au Maroc, où il a été décrit comme « distrait » et « émotif ». Sa sœur aînée, Selamawit, est allé étudier au Gettysburg College (en), en Pennsylvanie. Son frère aîné, Demter, s'inscrit au Macalester College, dans le Minnesota, et son jeune frère, Brook, vivait dans l'Indiana. Bien que Demeke a tenté de rejoindre ses frères et sœurs aux États-Unis, il n'a pas obtenu de visa d'étudiant, ni aucune autre permission d'entrer légalement dans le pays.
Six mois avant le détournement, Demeke a déménagé en Allemagne et a demandé l'asile politique. Quand il a retiré sa demande d'asile, le gouvernement allemand lui a acheté un billet sur le vol 592 de retour pour l'Éthiopie.
Demeke est entré dans l'aéroport portant un pistolet de départ chargé avec des munitions à blanc. Avant d'atteindre la sécurité, il a placé le pistolet sur sa tête et il l'a couvert avec un Borsalino à « l'Indiana Jones ». Au moment de passer par le détecteur de métaux, il pinça le pistolet au travers du haut du chapeau et a placé les deux sur une table. Il a ensuite récupéré l'arme dissimulée dans son couvre-chef avant de monter dans l'avion.

## Détournement de l'avion
Approximativement 35 minutes après le décollage, alors que l'avion a atteint l'altitude de croisière dans l'espace aérien autrichien, Demeke est entré dans le cabinet de toilette avant. Il a mis une cagoule noire et a sorti son pistolet. Quittant les toilettes, il est entré dans le poste de pilotage, qui a été déverrouillé. En plaçant le pistolet à la tête du pilote, il a dit, « Si vous ne tournez pas à l'ouest, je vais vous tirer dessus. »,
Demeke a exigé que l'avion vole vers New York City et a demandé l'asile politique aux États-Unis. Après avoir appris que l'avion aurait besoin d'être ravitaillé, Demeke accepté de faire une escale de ravitaillement à Hanovre, en Allemagne. L'avion a atterri à l'Aéroport international de Hanovre Langenhagen à environ midi à heure locale, où il a été entouré par des forces de l'ordre. Demeke est resté dans le poste de pilotage avec le pistolet braqué sur la tête du pilote, et a menacé de commencer à tuer un agent de bord toutes les cinq minutes. Les autorités allemandes ont autorisé le décollage de l'avion après que Demeke a menacé de tuer ses otages, tout en promettant de se rendre pacifiquement en arrivant aux États-Unis.
Le pilote Gerhard Goebel a su calmer Demeke pendant le vol direct vers New York. Bien que Demeke a gardé le pistolet pointé sur la tête de Goebel durant tout le vol, il a enlevé sa cagoule. Goebel a dit plus tard à la presse qu'il a passé les heures à essayer d'établir une relation avec Demeke, qui a admis d'avoir passé plusieurs mois à planifier le détournement. Les deux hommes se sont mis d'accord sur le fait que, en arrivant à New York, Goebel donnerait à Demeke ses lunettes de soleil en échange du pistolet,,,.
L'avion est arrivé à l'aéroport international John F. Kennedy à environ 16 h 00 HAE, et a roulé sur une partie éloignée de la piste. Une équipe de négociation d'otage de trois hommes avait été réunie dans la tour de contrôle. Le détective de NYPD Dominick Misino a parlé avec Demeke à la radio, assisté par l'agent spécial du FBI John Flood et le sergent-détective Carmine Spano, de l'Autorité portuaire de New York et du New Jersey. Après 70 minutes de négociation, Demeke a échangé son pistolet contre les lunettes de soleil du pilote et se s'est rendu pacifiquement aux autorités,,.  Tous les 94 passagers et dix membres d'équipage étaient sains et saufs.

## Séquelle
Nebiu Demeke a été arrêté et accusé de piraterie aérienne, et présenté devant la Cour de District des États-Unis pour le District Est de New York à Brooklyn. Il a été interpellé le 12 février 1993.  Le juge Allyne Ross a ordonné sa détention sans possibilité de caution jusqu'à son procès,. Demeke restait convaincu qu'il ne passerait pas de temps en prison et qu'il lui serait accordé l'asile. Il a été deux fois jugé inapte à subir son procès, et il lui a été prescrit des médicaments pour la dépression et des hallucinations. Il se représentait au cours de son procès de quatre jours. Il a été reconnu coupable par un jury criminel, après une heure de délibération, et le juge Sterling Johnson, Jr. l'a condamné à vingt ans de prison.
L'Allemagne a été sévèrement critiquée par la presse internationale pour les mesures de sécurité laxistes dans l'aéroport de Francfort, qui ont permis à Demeke d'introduire un pistolet à bord, et pour avoir permis à l'avion détourné de repartir après le ravitaillement à Hanovre. L'aéroport de Francfort, le plus fréquenté en Europe à l'époque, avait récemment été critiqué après l'attentat à la bombe du Vol 103 Pan Am au-dessus de Lockerbie, en Écosse en 1988, quand il avait été allégué que les explosifs avaient été chargés à Francfort. Depuis l'attentat de 1988, l'aéroport de Francfort avait effectué de nombreux examens de sécurité et mis en œuvre des procédures de sécurité plus strictes,.
L'incident était le premier détournement transatlantique depuis que cinq nationalistes croates avaient détourné le vol 355 TWA (en) le 10 septembre 1976. Lors de cet incident, le vol intérieur de New York à Chicago avait été dérouté sur Paris.
En 2012, le détournement a été l'objet d'un épisode de l'émission de télévision américaine Hostage: Do or Die (Otage : Fais ou Meurs) dans l'épisode « Le dernier détournement transatlantique ».